# Interaktywność
Interaktywność (ang. interactivity, łac. interactus dosł. „czyn wzajemny”) – pojęcie z dziedziny komunikacji. Oznacza zdolność do wzajemnego oddziaływania na siebie, przez komunikujące się strony.
Pojęcie interaktywności najczęściej stosowane jest w informatyce, telewizji i multimediach. W tym kontekście, ma za zadanie podkreślić zdolność programu lub urządzenia do jednoczesnego odbierania informacji i reagowania na nią.